# Joseph (auteur chrétien ancien)
Pour les articles homonymes, voir Joseph.
Joseph, ou Joseph le Chrétien (Joseppus Christianus dans la Patrologia Graeca 106), est l'auteur d'un texte grec transmis par un seul manuscrit (Cambridge University Library, Ms 1157, fol. 104-196), intitulé Ὑπομνηστικὸν βιϐλίον Ἰωσήππου (en latin Joseppi Memorialis libellus).

## L'Hypomnesticon de Joseph
Il s'agit, comme l'indique le titre, d'un « aide-mémoire » constitué actuellement de 167 chapitres donnant des informations sur la Bible et la religion chrétienne, comme une série de questions-réponses. En fait, le § 136 est un extrait de la Chronique d'Hippolyte de Thèbes, une note marginale intégrée dans le texte par un copiste. Sur les 166 véritables chapitres, 131 concernent l'Ancien Testament et 35 le Nouveau Testament et le christianisme. Certains chapitres portent cependant sur des sujets seulement annexes, comme le § 144 qui énumère toutes les formes de divination chez les Grecs. Dans cette masse d'érudition, certains chapitres sont d'un grand intérêt pour les historiens : le § 139 est une liste des persécutions subies par les chrétiens, le § 140 une liste de 62 hérésies brièvement présentées.
Le manuscrit date de la fin du Xe siècle, et des chapitres isolés se rencontrent dans des manuscrits des Xe  et XIe siècle. Franz Diekamp a démontré l'existence d'un manuscrit archétype remontant au plus tard à la fin du IXe siècle.
La datation du texte a fait l'objet depuis le XVIIe siècle d'appréciations très divergentes (allant du IVe  au XIe siècle), mais dès 1680 Isaac Vossius proposait de le situer vers 380, position reprise ensuite par plusieurs auteurs. Franz Diekamp pensait que le texte ne pouvait être antérieur au concile d'Éphèse (431), car on y rencontre deux fois le mot Θεοτόκος (« Mère de Dieu »), mais on sait maintenant que ce mot était couramment employé dès le IVe siècle (entre autres par Apollinaire de Laodicée).
Dans un article paru en 1955, Jacques Moreau, par une analyse serrée du texte, a exposé toutes les raisons de penser que la date proposée par Isaac Vossius est la bonne (en s'appuyant notamment sur les § 139, la liste des persécutions, § 140, celle des hérésies, mais aussi § 122, la liste des traductions grecques de la Bible connues de son temps, au nombre de six). Doctrinalement, déjà Franz Diekamp, rejoint par Jacques Moreau, avait conclu que Joseph était un apollinariste, ou qu'il utilisait des documents provenant de cette tendance.
Isaac Vossius a également été le premier à proposer d'identifier ce Joseph au comte Joseph de Tibériade dont parle Épiphane de Salamine (Panarion, XXXe, 4-12). Il raconte son histoire au milieu d'une notice assez confuse consacrée aux ébionites (sans qu'on voie trop le rapport). Joseph de Tibériade était un Juif qui exerça de hautes responsabilités dans sa communauté d'origine (il aurait été proche du patriarche Hillel II), se convertit au christianisme sous le règne de Constantin Ier, reçut de cet empereur le titre de comte et des lettres l'autorisant à bâtir des églises dans des villes de Palestine peuplées par des Juifs, mais rencontra une forte résistance chez ses anciens coreligionnaires. Sous Constance II, retiré à Scythopolis, il fut selon Épiphane un ferme soutien du parti orthodoxe contre l'arianisme. Vers 355, il reçut chez lui Eusèbe de Verceil exilé, et c'est à cette époque qu'Épiphane fit sa connaissance, alors qu'il était septuagénaire. Au moment où Épiphane écrivit le Panarion (vers 375), il semble qu'il était encore vivant, donc à peu près nonagénaire. Au XVIe siècle, il a été ajouté au Martyrologe romain par César Baronius (« saint Joseph de Palestine », fêté le 22 juillet). 
Selon Simon Claude Mimouni, « quoi que l'on pense de l'attribution de l'Hypomnesticon à Joseph de Tibériade qui, étant donné les lacunes de la documentation, ne peut être assurée de manière certaine, il est sûr, en revanche, que l'ouvrage a été composé avant 380 ». 
L'Hypomnesticon a été publié pour la première fois en 1723 par Johann Albert Fabricius, puis repris dans les collections patrologiques d'Andrea Gallandi et de Jacques-Paul Migne (qui reproduit Gallandi).

## Édition
PG, vol. 106, col. 15-176.